# Tweede Kamerverkiezingen 1998/Kandidatenlijst/Idealisten/Jij
De kandidatenlijst voor de Tweede Kamerverkiezingen 1998 van Idealisten/Jij was als volgt:

## De lijst
1. Jan Verschure - 1.220 stemmen
2. Abraham de Kruijf - 105
3. Aliek van den Berg - 200
4. Frans Prins - 57
5. Juliënne Holthuis - 84
6. Jan Kuiper - 51
7. Remco Polman - 26
8. Wolter van Hasselt - 41
9. Pauline Versteegh - 42
10. Mieke van Dijk - 32
11. Gerard Schut - 61
12. Floor Visser - 44
13. Henk Kooij - 15
14. Eser Tözüm (alleen in kieskring 2, 6, 9, 11 en 13) - 29

14/15. Elbert Westerbeek - 31

15/16. Gabriëlle van Duren - 52

16/17. Rudi Klumpkens - 34

17/18. Romana Theisen - 23

18/19. Stefan Papp - 23

19/20. Pim van Prooijen - 33

20/21. Ronaldo Nobel - 37

21/22. Lida Oosterboer - 16

22/23. Ellard Jon Bijpost - 19

23/24. Femke Tieland - 28

24/25. Ellen Stekelenburg - 26

25/26. Femke Ratering - 34
1. Daniëlle Nienkemper (alleen in kieskring 6) - 1

26/27/28. Marinus Knoope - 88

27/28/29. Gerrit Huizer (alleen in kieskring 2, 6, 9, 11, 13 en 16) - 48
PvdA · CDA · VVD · D66 · AOV/U55+ · GroenLinks · Centrumdemocraten · RPF · SGP · GPV · SP · Senioren 2000 · Natuurwetpartij · NCPN · De Groenen · Vrije Indische Partij · Idealisten/Jij · NMP · Nederland Mobiel · Katholiek Politieke Partij · Het Kiezers Collectief · NSOV